# Svensktoppen 1980
Svensktoppen 1980 är en sammanställning av de femton mest populära melodierna på Svensktoppen under 1980.
Populärast var Sången skall klinga av Kikki Danielsson. Melodin fick 522 poäng under 10 veckor.
Populärast från årets melodifestival var fjärdeplacerade Mycke' mycke' mer av Chips, som gick upp på listan under gruppnamnet "Sweets 'n' Chips" på grund av en rättslig dispyt. Låten fick 450 poäng under 10 veckor, och blev årets tredje mest populära melodi.
Populäraste artisten var Kikki Danielsson som fick med tre melodier på årssammanfattningen: Sången ska klinga, Mycke' mycke' mer (Sweets 'n' Chips) och Vill du dela med dej (#11).

## Årets Svensktoppsmelodier 1980
| Nr | Artist            | Titel                           | Poäng | Antal veckor |
| -- | ----------------- | ------------------------------- | ----- | ------------ |
| 1  | Kikki Danielsson  | Sången skall klinga             | 522   | 10           |
| 2  | Svenne & Lotta    | När dagen försvinner            | 472   | 10           |
| 3  | Sweets 'n' Chips  | Mycke' mycke' mer               | 450   | 10           |
| 4  | Janne Lucas       | Växeln hallå                    | 440   | 10           |
| 5  | Schytts           | Sol öar vindar och hav          | 429   | 10           |
| 6  | Jan Malmsjö       | Hela världen behöver ha en sång | 385   | 10           |
| 7  | Turid             | På väg                          | 363   | 10           |
| 8  | Liza Öhman        | Håll mej hårt intill dej        | 356   | 10           |
| 9  | Christer Sjögren  | Adios adjö                      | 353   | 10           |
| 10 | Karin Glenmark    | Xanadu                          | 352   | 10           |
| 11 | Kikki Danielsson  | Vill du dela med dej            | 348   | 10           |
| 12 | Agneta & Berndt   | Kumbayah                        | 347   | 10           |
| 13 | Janne Lucas       | Minimotorbike                   | 345   | 10           |
| 14 | Ingmar Nordströms | Fånga en vind                   | 339   | 10           |
| 15 | Vikingarna        | Lever i en drömvärld            | 322   | 10           |